# Mathias Unger der Ältere
Mathias Unger der Ältere (ungarisch Id. Unger Mátyás, getauft 29. Mai 1789 in Sopron; † 21. April 1862 in Győr) war ein ungarischer Spielkartenmaler.

## Leben

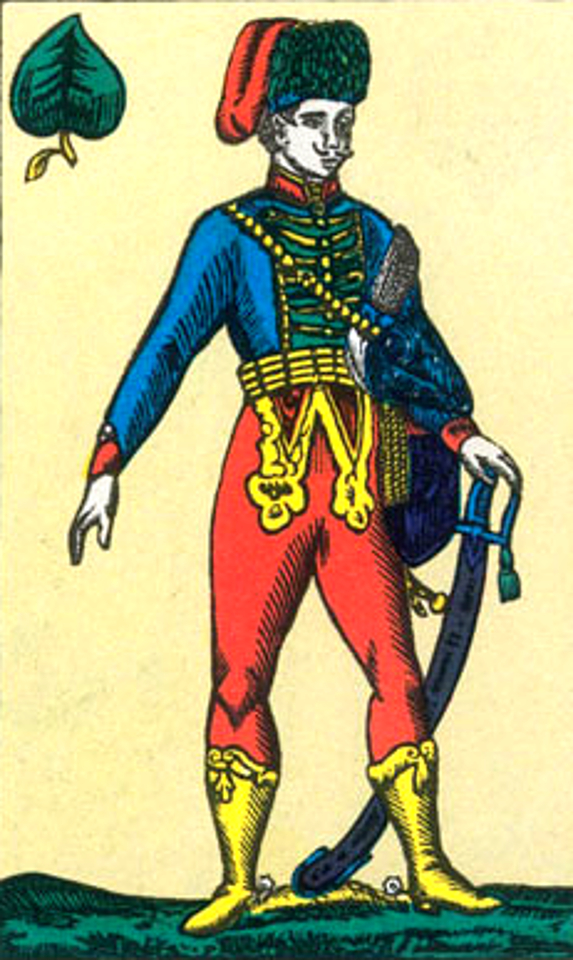
Von Mathias Unger um 1830 angefertigte Spielkarte (Laub-Ober) mit Husarenmotiv, gestochen von Johann Gasto. Aus einer Kopie des von Matthäus Loder designten Krähwinkeliadenspiels.

Mathias Unger entstammte einer alteingesessenen Soproner Bürgerfamilie, sein Vater Johann Georg (ungarisch János György) und sein Bruder Martin (Márton) waren dort äußerer Stadtrat. Nach der Lehre zum Spielkartenmaler in Sopron und der Walz ließ er sich 1810 in Győr als Meister nieder, wo er auch das Bürgerrecht erwarb. Anfangs stellte er eher einfachere Spielkarten her, dann wurde das Design der Karten zunehmend anspruchsvoller und spezifisch ungarischer. Zu den von ihm hergestellten Karten zählten Doppeldeutsche, Tarock-, Whist-, Trappola- und Aufschlagkarten. 1841 erzeugte er mit den Söhnen Alois (Alajos 1814–1848, akademischer Maler) und Mathias patriotische Karten mit ungarischen Herrschern.
1846 erhielt er bei der Industrieprodukteausstellung in seiner Heimatstadt eine Auszeichnung für das außergewöhnlich schöne Design und die ungarischen Kostüme seiner Spielkartenfiguren. Im Dezember 1848 starb der Kartendesigner Alois. Der Vater führte die Werkstatt bis wenige Jahre vor seinem Tod fort, konnte an die Erfolge aber nicht mehr anknüpfen. Sein jüngster Sohn Mathias, ebenfalls Meister der Spielkartenmalerei, eröffnete Mitte der 1850er Jahre eine Trafik und später einen Spielwarenladen am Hauptplatz in Győr (heutige Lloyd-Gebäude Széchenyi tér).
Als eine der Ersten beschrifteten die Unger ihre Verpackungen in deutscher und ungarischer Sprache. Karten befinden sich im Technischen Museum Wien, im Ungarischen Nationalmuseum in Budapest; Holzdruckstöcke von Spielkarten und Verpackungen sind im Rómer Flóris-Museum in Győr.